# Knoet Lavard

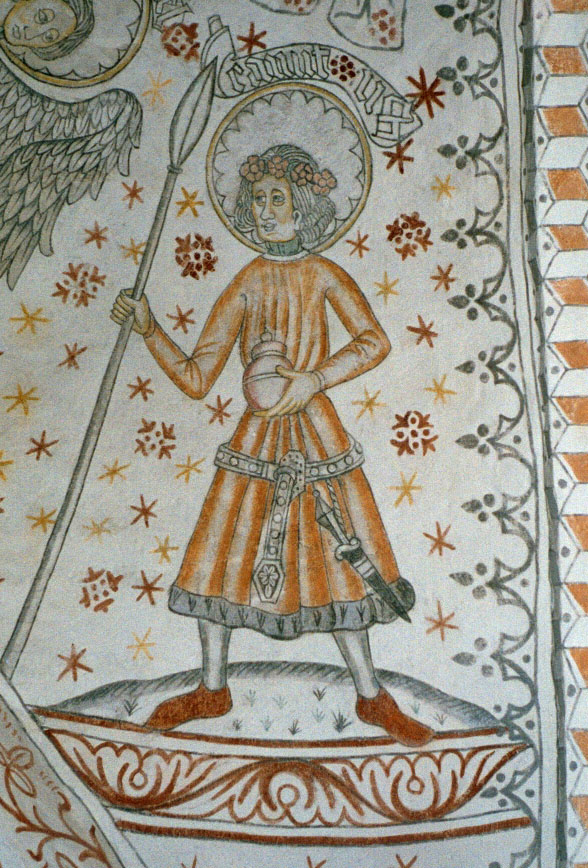
Fresco van Knoet Lavard
in de kerk van Vigersted, bij Ringsted

Knoet Lavard (12 maart/april ca. 1096 - Ringsted, 7 januari 1131) was een Deense prins en jarl (later hertog) van Sönderjylland.

## Levensbeschrijving
Knoet was de enige wettige zoon van koning Erik I van Denemarken en Bodil (?-1104). Knoet was nog minderjarig bij de dood van zijn vader. Volgens de erfregels van het Senioraat die toen in Denemarken golden, werd zijn oom Niels van Denemarken tot koning gekozen. Knoet groeide op in Seeland bij de adellijke familie Hvide.  
Niels benoemde hem in 1115 tot jarl van Sönderjylland (het latere hertogdom Sleeswijk). Volgens de geschiedschrijver Saxo Grammaticus, die ongeveer honderd jaar later werkte, was dit de afgesproken beloning van Niels omdat Knoet zich niet kandidaat had gesteld als koning. Zijn belangrijkste taak was om een einde te maken aan de aanvallen van de Slaven uit Noord-Duitsland.  Hij wist zijn taken zo goed te volbrengen dat de Slaven van Holstein hem als hun leider kozen. Knoet liet een strategisch kasteel bouwen in Bad Segeberg. In 1129 werd hij ook de opvolger van de leider van de Slaven in Liubice (oud Lübeck). Keizer Lotharius III erkende Knoet als heer over de westelijke Slaven en benoemde hem tot hertog van Holstein. Knoet was daarmee een vazal van de Duitse kroon geworden. Hij ging zich ook hertog van Sleeswijk noemen (1119). Knoet bevorderde de handel en organiseerde kooplieden in de naar hem genoemde "Knudsgilden". Binnen zijn familie bewaarde hij de eenheid door zijn bastaardbroers Harald en Erik II van Denemarken een evenredig deel van de erfenis van hun vader te geven.
Knoet was een kandidaat voor de opvolging van Niels en zijn kandidatuur werd sterker door zijn politieke successen. Hij was bovendien de exponent van veranderingen naar een feodaal model in Duitse stijl, wat een deel van de adel zal hebben aangesproken. Niels en zijn zoon Magnus zagen hem in 1130 als een bedreiging voor hun positie. Tijdens een bijeenkomst op 7 januari 1131 in de bossen van Haraldsted bij Ringsted, werd Knoet door Magnus vermoord. Knoet werd in de abdij van Ringsted begraven. Knoets postume zoon Waldemar I van Denemarken liet hem (uit politieke overwegingen) in 1170 heilig verklaren en herbegraven in de St-Bendts kerk van Ringsted. Verhalen over goede werken en wonderen van Knoet lijken allemaal verzonnen te zijn. 
In de middeleeuwen werd een kapel gebouwd op de plaats van de moord maar die is tijdens de reformatie gesloopt. Sinds 1902 staat op die plaats een monument. In verschillende steden bestaan nog Knudsgilden, die tegenwoordig het karakter van een schutterijvereniging hebben.
Knoet Lavard was getrouwd (ca. 1116) met Ingeborg, dochter van Mstislav I van Kiev en Christina Ingesdotter van Zweden (ca. 1075 - 18 januari 1122). Het huwelijk was gearrangeerd door Margaretha Fredkulla, echtgenote van Niels en tante van Christina. Zij hadden vier kinderen:
- Margaretha, getrouwd met Stig Hvitaledr;
- Christina getrouwd met Magnus IV van Noorwegen;
- Catharina, getrouwd (ca. 1159) met de Slavische vorst Pribislav van Mecklenburg;
- Waldemar I van Denemarken.

Ingeborg zou de moord door Magnus hebben voorspeld en had Knoet gewaarschuwd om niet naar de ontmoeting bij Ringsted te gaan. Na het overlijden van Erik II in 1137 weigerde ze haar zoon Waldemar kandidaat te stellen voor het koningschap.
Carsten Hauch schreef een gedicht over hem, Niels Gade zette er muziek onder.

## Voorouders
| Voorouders van Knoet Lavard (1096-1131) | Voorouders van Knoet Lavard (1096-1131)                                  | Voorouders van Knoet Lavard (1096-1131)                                  | Voorouders van Knoet Lavard (1096-1131)                                  | Voorouders van Knoet Lavard (1096-1131)                                  | Voorouders van Knoet Lavard (1096-1131)                                  | Voorouders van Knoet Lavard (1096-1131)                                  | Voorouders van Knoet Lavard (1096-1131)                                  | Voorouders van Knoet Lavard (1096-1131)                                  |
| --------------------------------------- | ------------------------------------------------------------------------ | ------------------------------------------------------------------------ | ------------------------------------------------------------------------ | ------------------------------------------------------------------------ | ------------------------------------------------------------------------ | ------------------------------------------------------------------------ | ------------------------------------------------------------------------ | ------------------------------------------------------------------------ |
| Overgrootouders                         | Ulf Torgilsson (+/-990-1026) ∞ Estrid Svendsdatter (990/997–1057/1073)   | Ulf Torgilsson (+/-990-1026) ∞ Estrid Svendsdatter (990/997–1057/1073)   | ? (-) ∞ ? (-)                                                            | ? (-) ∞ ? (-)                                                            | Ulv Galiciefarer (1010–) ∞ Bothild Håkonsdatter (1014-)                  | Ulv Galiciefarer (1010–) ∞ Bothild Håkonsdatter (1014-)                  | ? (-) ∞ ? (-)                                                            | ? (-) ∞ ? (-)                                                            |
| Grootouders                             | Sven II van Denemarken (1020-1076) ∞ ? (-)                               | Sven II van Denemarken (1020-1076) ∞ ? (-)                               | Sven II van Denemarken (1020-1076) ∞ ? (-)                               | Sven II van Denemarken (1020-1076) ∞ ? (-)                               | Thrugot Ulfsen (1032-) ∞ Thorgunna (-)                                   | Thrugot Ulfsen (1032-) ∞ Thorgunna (-)                                   | Thrugot Ulfsen (1032-) ∞ Thorgunna (-)                                   | Thrugot Ulfsen (1032-) ∞ Thorgunna (-)                                   |
| Ouders                                  | Erik I van Denemarken (1070-1103) ∞ Boedil Thurgotsdatter (+/-1070-1103) | Erik I van Denemarken (1070-1103) ∞ Boedil Thurgotsdatter (+/-1070-1103) | Erik I van Denemarken (1070-1103) ∞ Boedil Thurgotsdatter (+/-1070-1103) | Erik I van Denemarken (1070-1103) ∞ Boedil Thurgotsdatter (+/-1070-1103) | Erik I van Denemarken (1070-1103) ∞ Boedil Thurgotsdatter (+/-1070-1103) | Erik I van Denemarken (1070-1103) ∞ Boedil Thurgotsdatter (+/-1070-1103) | Erik I van Denemarken (1070-1103) ∞ Boedil Thurgotsdatter (+/-1070-1103) | Erik I van Denemarken (1070-1103) ∞ Boedil Thurgotsdatter (+/-1070-1103) |